# 레이디 가가 155cm의 도발
레이디 가가 155cm의 도발(Gaga: Five Foot Two)은 미국에서 제작된 크리스 마우카벨 감독의 2017년 다큐멘터리, 뮤지컬 영화이다. 레이디 가가 등이 주연으로 출연하였고 바비 캠벨 등이 제작에 참여하였다.

## 출연

### 주연
- 레이디 가가

## 제작진
- 제작총괄: 벤 코트너
- 제작총괄: 리사 니시무라
- 제작총괄: 마이클 라피노
- 제작총괄: 킴 레이